# Барная ложка

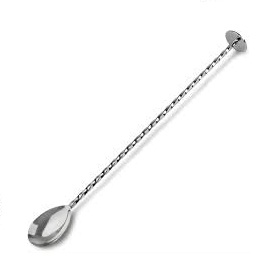
Барная ложка с кнопкой

Барная ложка — специальная ложка, которой пользуются бармены при приготовлении смешанных напитков (миксов) и коктейлей. Ложка имеет удлинённую, скрученную посередине или полностью, ручку. Поскольку главное назначение барной ложки — доставать до дна барной посуды, весьма разнообразной по высоте, длина ручки не имеет стандарта и варьируется от 15 до 50 см. Конец ручки, как правило, снабжается каким-нибудь дополнительным приспособлением — пестиком, вилочкой или диском. В специальной литературе барная ложка указывается как незаменимая принадлежность современного барного инвентаря.
Форма барной ложки, её вес, длина, толщина, материал, из которого она изготавливается, имеют значение и являются результатом опыта не одного поколения барменов и промышленных дизайнеров. Кажущаяся простота этого инструмента при его предельной полезности позволяют считать его одним из символов барной культуры.

## Использование
Барную ложку используют:
- Для контролируемого (осторожного или усиленного, направленного или нет) перемешивания ингредиентов смешанных напитков методами стир или билд. При этом можно упереть ложку в центр дна бокала, вращая её свободной рукой, имитируя гребной винт, или перемешивать, прижав ложку к стенкам стакана таким образом, чтобы её тыльная часть оставалась снаружи, минимизируя разрушение кубиков льда.
- Для приготовления слоистых коктейлей. При этом ложку упирают или в стенку стакана, или в его дно и льют ингредиенты прямо на ручку барной ложки, спиралевидная форма которой служит отличной направляющей для тонкой струйки добавляемого слоем напитка. В случае, если барная посуда мала, в качестве распределяющей плоскости используется не ложка, а диск на конце ручки.[6]
- Для измельчения нежидких ингредиентов: сахара, цедры, зелени, ягод. Используется как ложка, так и небольшой пестик на конце ручки.
- Для измерения — как сыпучих, так и жидких ингредиентов. Объём барной ложки считается стандартным, указывается в рецептах как б.л. (барная ложка) или bsp.(bar spoon) и равняется ⅛ жидкой унции (3,7 мл. или приблизительно — 4 мл.). Хотя, в связи с разницей в измерениях английской и американской жидких унций, встречается и округлённое значение американской чайной ложки 4,93 мл. — 5 мл.
- Для выборки и подачи фруктовых гарниров. Используется также двузубая вилочка на конце ручки.
- Для откупоривания некоторых видов бутылок.[7]

## История
В первом печатном издании, посвящённом искусству приготовления смешанных напитков, «Справочник бармена: как смешивать напитки, или спутник бонвивана» Джерри Томаса, опубликованной в 1862-м году, барные ложки ещё не упоминаются; но уже в 1891-м, — в книге Уильяма Шмидта «Полная чаша: когда и что пить etc.», — барная ложка упоминается 17 раз, и все 17 раз — в составе рецептов. Таким образом, можно предположить, что барные ложки появились в период с 1862-го по 1891-й год. Велика вероятность, что в одном из американских музеев сохранился образец барных ложек 19-го века.
С другой стороны, для понимания истории барной ложки важно помнить, что мера барной ложки неразрывно связана с историей драхмы аптекарского веса, которая восходит, в свою очередь, к древнеримской системе мер, самым маленьким значением веса в которой было ячменное или пшеничное зерно — гран. В барной ложке их ровно 20.